# Aucamville (Haute-Garonne)
Pour les articles homonymes, voir Aucamville.
Aucamville (Aucamvila en occitan) est une commune française située dans le nord du département de la Haute-Garonne en région Occitanie.
Sur le plan historique et culturel, la commune est dans le pays toulousain, qui s’étend autour de Toulouse le long de la vallée de la Garonne, bordé à l’ouest par les coteaux du Savès, à l’est par ceux du Lauragais et au sud par ceux de la vallée de l’ Ariège et du Volvestre.

## Géographie

### Localisation

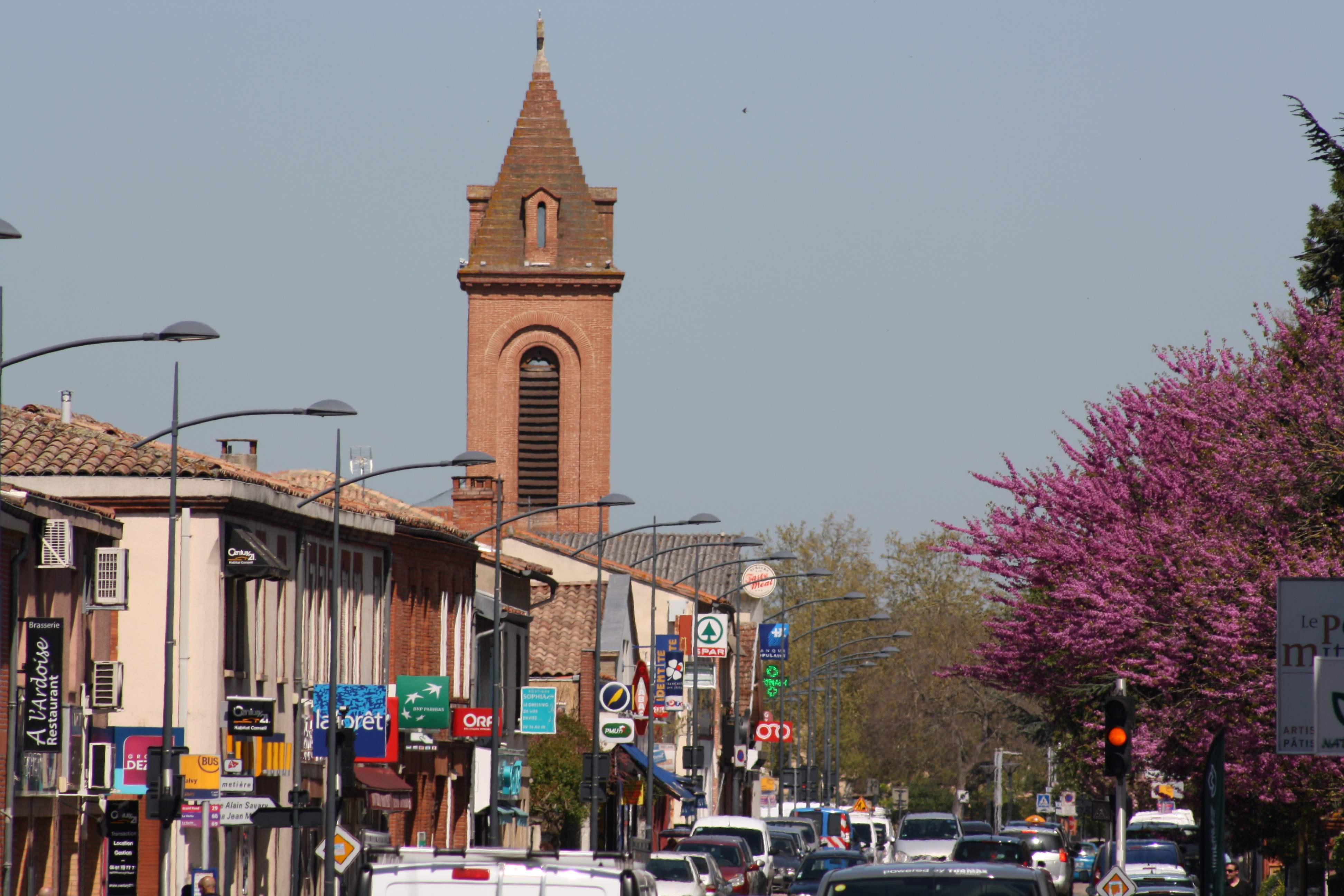
Route de Fronton, le centre d'Aucamville.

La commune d'Aucamville se trouve dans le département de la Haute-Garonne, en région Occitanie.
Sur le plan historique et culturel, Aucamville fait partie du pays toulousain, une ceinture de plaines fertiles entrecoupées de bosquets d'arbres, aux molles collines semées de fermes en briques roses, inéluctablement grignotée par l'urbanisme des banlieues.
Elle se situe à 7 km à vol d'oiseau de Toulouse, préfecture du département, et à 3 km de Castelginest.
La commune fait  partie du bassin de vie de Toulouse, de l'aire d'attraction de Toulouse, dans l'Unité urbaine de Toulouse, en banlieue nord de Toulouse, au-delà du quartier de Lalande.

### Communes limitrophes
Les communes les plus proches sont : 
Fonbeauzard (0,9 km), Launaguet (2,2 km), Castelginest (2,8 km), Saint-Alban (2,9 km), Fenouillet (3,2 km), Beauzelle (4,3 km), L'Union (4,6 km), Saint-Geniès-Bellevue (4,7 km).
|            | Saint-Alban | Fonbeauzard |
| Fenouillet | Aucamville  | Launaguet   |
|            | Toulouse    |             |

### Géologie et relief
Le territoire communal se caractérise par des terrains en lanière, c'est-à-dire des parcelles longues et étroites héritées des anciennes cultures maraichères, très présentes au nord de Toulouse jusque dans les années 1960. La ville possède l'une des plus petites superficie de l'agglomération toulousaine (396 hectares).

### Hydrographie

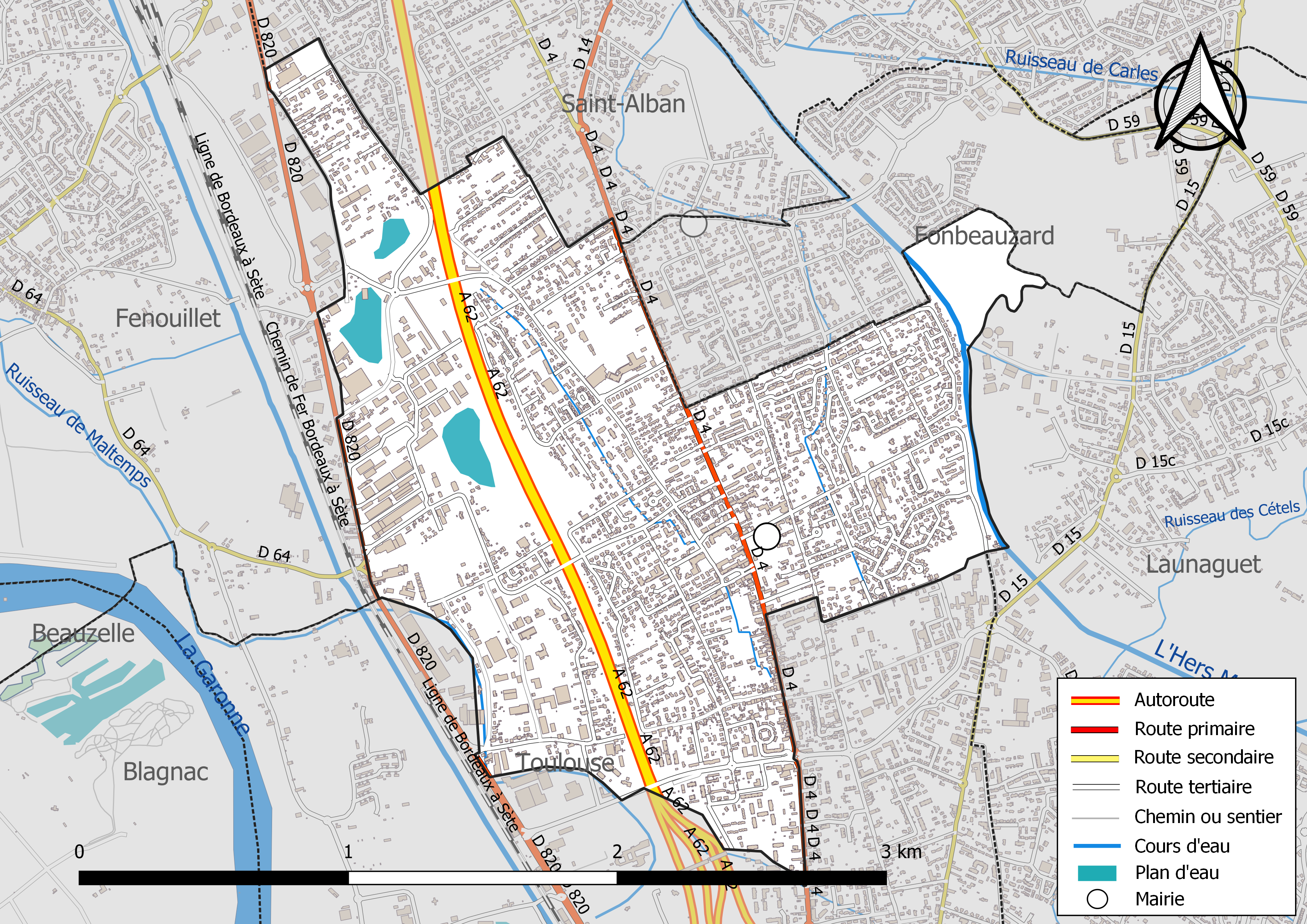
Réseaux hydrographique et routier d'Aucamville.

La commune est dans le Bassin de la Garonne, au sein du bassin hydrographique Adour-Garonne. Elle est drainée par l'Hers-Mort, le ruisseau de Maltemps et par divers petits cours d'eau, constituant un réseau hydrographique de 5 km de longueur totale,.
L'Hers-Mort, d'une longueur totale de 89,3 km, prend sa source dans la commune de Laurac et s'écoule du sud-est vers le nord-ouest. Il traverse la commune et se jette dans la Garonne à Grenade, après avoir traversé 40 communes.

### Climat
Pour des articles plus généraux, voir Climat de l'Occitanie et Climat de la Haute-Garonne.
En 2010, le climat de la commune est de type climat du Bassin du Sud-Ouest, selon une étude s'appuyant sur une série de données couvrant la période 1971-2000. En 2020, Météo-France publie une typologie des climats de la France métropolitaine dans laquelle la commune est exposée à un climat océanique altéré et est dans la région climatique Aquitaine, Gascogne, caractérisée par une pluviométrie abondante au printemps, modérée en automne, un faible ensoleillement au printemps, un été chaud (19,5 °C), des vents faibles, des brouillards fréquents en automne et en hiver et des orages fréquents en été (15 à 20 jours).
Pour la période 1971-2000, la température annuelle moyenne est de 13,7 °C, avec une amplitude thermique annuelle de 16 °C. Le cumul annuel moyen de précipitations est de 716 mm, avec 9,8 jours de précipitations en janvier et 5,3 jours en juillet. Pour la période 1991-2020, la température moyenne annuelle observée sur la station météorologique la plus proche, située sur la commune de Blagnac à 5 km à vol d'oiseau, est de 14,2 °C et le cumul annuel moyen de précipitations est de 627,0 mm,. Pour l'avenir, les paramètres climatiques de la commune estimés pour 2050 selon différents scénarios d'émission de gaz à effet de serre sont consultables sur un site dédié publié par Météo-France en novembre 2022.

### Milieux naturels et biodiversité
Aucun espace naturel présentant un intérêt patrimonial n'est recensé sur la commune dans l'inventaire national du patrimoine naturel,,.

## Urbanisme

### Typologie
Au 1er janvier 2024, Aucamville est catégorisée grand centre urbain, selon la nouvelle grille communale de densité à sept niveaux définie par l'Insee en 2022.
Elle appartient à l'unité urbaine de Toulouse, une agglomération inter-départementale regroupant 81  communes, dont elle est une commune de la banlieue,,. Par ailleurs la commune fait partie de l'aire d'attraction de Toulouse, dont elle est une commune du pôle principal,. Cette aire, qui regroupe 527 communes, est catégorisée dans les aires de 700 000 habitants ou plus (hors Paris),.

### Occupation des sols

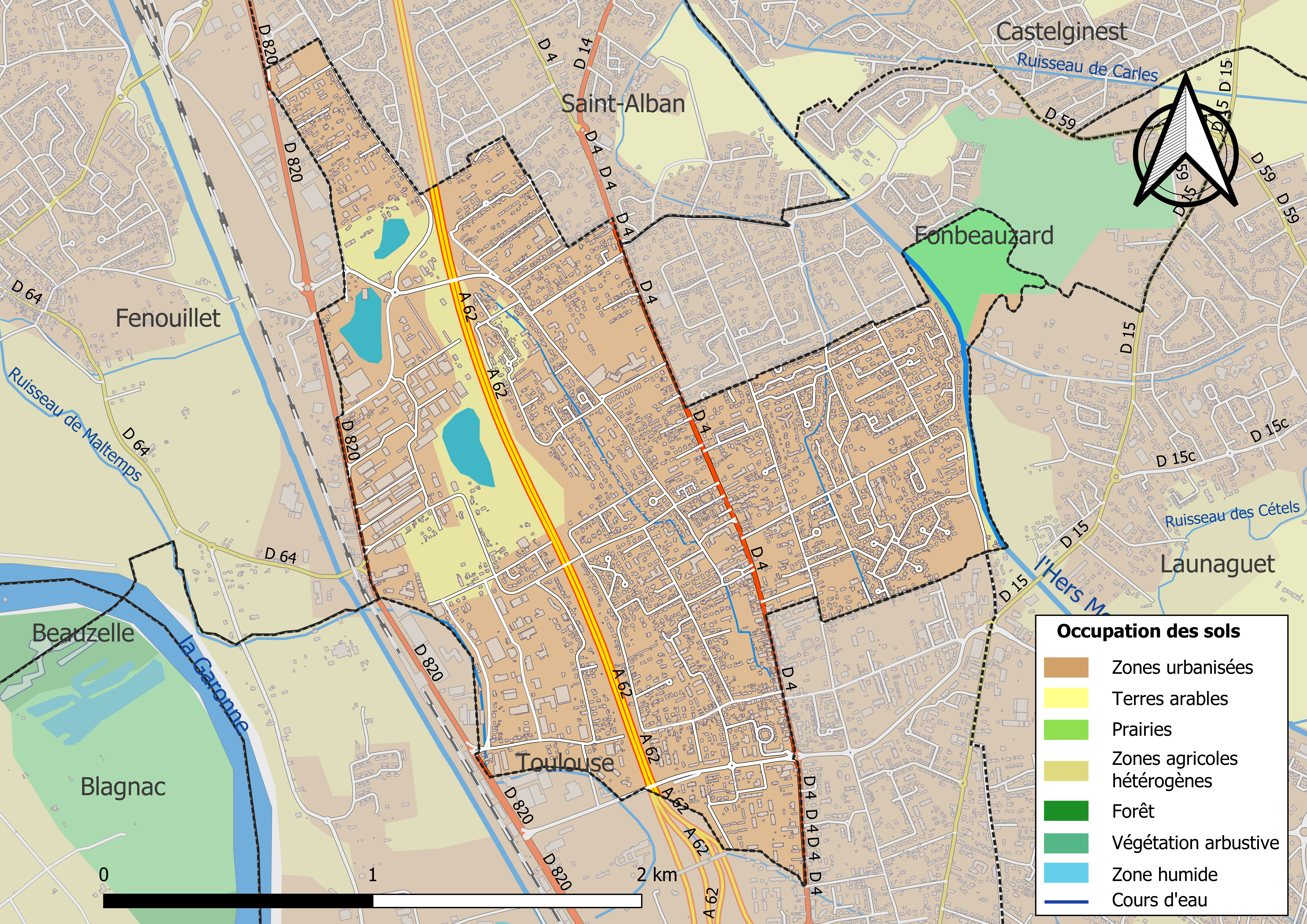
Carte des infrastructures et de l'occupation des sols de la commune en 2018 (CLC).

L'occupation des sols de la commune, telle qu'elle ressort de la base de données européenne d’occupation biophysique des sols Corine Land Cover (CLC), est marquée par l'importance des territoires artificialisés (85,4 % en 2018), en augmentation par rapport à 1990 (82,7 %). La répartition détaillée en 2018 est la suivante : 
zones urbanisées (68,5 %), zones industrielles ou commerciales et réseaux de communication (17 %), zones agricoles hétérogènes (11,8 %), milieux à végétation arbustive et/ou herbacée (2,8 %). L'évolution de l’occupation des sols de la commune et de ses infrastructures peut être observée sur les différentes représentations cartographiques du territoire : la carte de Cassini (XVIIIe siècle), la carte d'état-major (1820-1866) et les cartes ou photos aériennes de l'IGN pour la période actuelle (1950 à aujourd'hui).

### Morphologie urbaine
En 30 ans, Aucamville a connu une mutation importante, passant du statut de village à celui de petite ville, totalement intégrée dans le maillage urbain du nord de l'agglomération toulousaine. Aujourd'hui, l'urbanisation communale se confond avec celle des communes de Launaguet à l'est, de Fonbeauzard et Saint-Alban au nord, de Fenouillet à l'ouest et de Toulouse au sud. Ville essentiellement résidentielle, Aucamville compte environ 50 % d'habitat pavillonnaire et 50 % d'habitat collectif (nombreuses résidences de deux à trois étages). Le rapport entre propriétaires et locataires est sensiblement le même.

### Habitat et logement
En 2019, le nombre total de logements dans la commune était de 4 661, alors qu'il était de 4 139 en 2014 et de 3 734 en 2009.
Parmi ces logements, 91,6 % étaient des résidences principales, 1 % des résidences secondaires et 7,4 % des logements vacants. Ces logements étaient pour 48,3 % d'entre eux des maisons individuelles et pour 51,5 % des appartements.
Le tableau ci-dessous présente la typologie des logements à Aucamville en 2019 en comparaison avec celle de la Haute-Garonne et de la France entière. Une caractéristique marquante du parc de logements est ainsi une proportion de résidences secondaires et logements occasionnels (1 %) inférieure à celle du département (4,4 %) et à celle de la France entière (9,7 %). Concernant le statut d'occupation de ces logements, 51,3 % des habitants de la commune sont propriétaires de leur logement (50,6 % en 2014), contre 52,2 % pour la Haute-Garonne et 57,5 pour la France entière.
| Typologie                                               | Aucamville | Haute-Garonne | France entière |
| ------------------------------------------------------- | ---------- | ------------- | -------------- |
| Résidences principales (en %)                           | 91,6       | 88,4          | 82,1           |
| Résidences secondaires et logements occasionnels (en %) | 1          | 4,4           | 9,7            |
| Logements vacants (en %)                                | 7,4        | 7,3           | 8,2            |

### Voies de communication et transports

#### Voies de communication
La ville est traversée du nord au sud par trois axes de circulation importants : la RD 820 (ex-RN 20 reliant Montauban à Toulouse), l'A62 (autoroute « des deux mers » reliant Bordeaux à Toulouse) et la route de Fronton (RM4 reliant Bruguières à Toulouse). Cette dernière constitue l'axe principal de la commune.

#### Transports collectifs
- La ligne L10 du réseau Tisséo relie le centre de la commune à la station La Vache du métro de Toulouse depuis Fenouillet et Saint Alban.
- La ligne 29 relie le centre de la commune au Grand Rond via le centre de Toulouse et plusieurs stations de métro.
- La ligne 59 relie la route de Paris à la station La Vache du métro de Toulouse depuis Saint Jory, Lespinasse, Gagnac et Fenouillet.
- La ligne  69 relie le centre de la commune à la station La Vache La Vache du métro de Toulouse depuis Saint Alban, Bruguières, Gratentour et Castelginest.
- Les lignes 351 et 352 du réseau Arc-en-Ciel relient la commune à la gare routière de Toulouse depuis Villemur-sur-Tarn.

À l'ouest de la commune, la gare SNCF de Lacourtensourt est desservie plusieurs fois par jour par la ligne ferroviaire Toulouse-Montauban.

#### Projets d'aménagement
La gare de Lacourtensourt (située à l'ouest, à la limite avec le territoire de Toulouse) est desservie plusieurs fois par jour par la ligne ferroviaire Toulouse-Montauban. L'arrivée de la LGV à Toulouse à l'horizon 2025-2030 devrait permettre la mise en place d'un RER urbain entre la gare de Castelnau-d'Estrétefonds et la gare de Toulouse Matabiau, avec une connexion à la ligne B du métro et ligne C à la station La Vache. Plusieurs gares et stations seraient réhabilitées ou réaménagées sur ce tronçon. À Aucamville, la gare de Lacourtensourt serait déplacée plus au sud, à la hauteur de l'avenue Salvador-Allende. Un vaste projet de réaménagement urbain autour de la RD 820, entre Toulouse-Sesquières et Fenouillet, est prévu pour accompagner ce projet.

### Risques naturels et technologiques
Le territoire de la commune d'Aucamville est vulnérable à différents aléas naturels : météorologiques (tempête, orage, neige, grand froid, canicule ou sécheresse), inondations et séisme (sismicité très faible). Il est également exposé à un risque technologique, la rupture d'un barrage. Un site publié par le BRGM permet d'évaluer simplement et rapidement les risques d'un bien localisé soit par son adresse soit par le numéro de sa parcelle.

#### Risques naturels
Certaines parties du territoire communal sont susceptibles d’être affectées par le risque d’inondation par débordement de cours d'eau, notamment l'Hers-Mort. La commune a été reconnue en état de catastrophe naturelle au titre des dommages causés par les inondations et coulées de boue survenues en 1982, 1993, 1995, 1997, 1999, 2006, 2008 et 2009,.

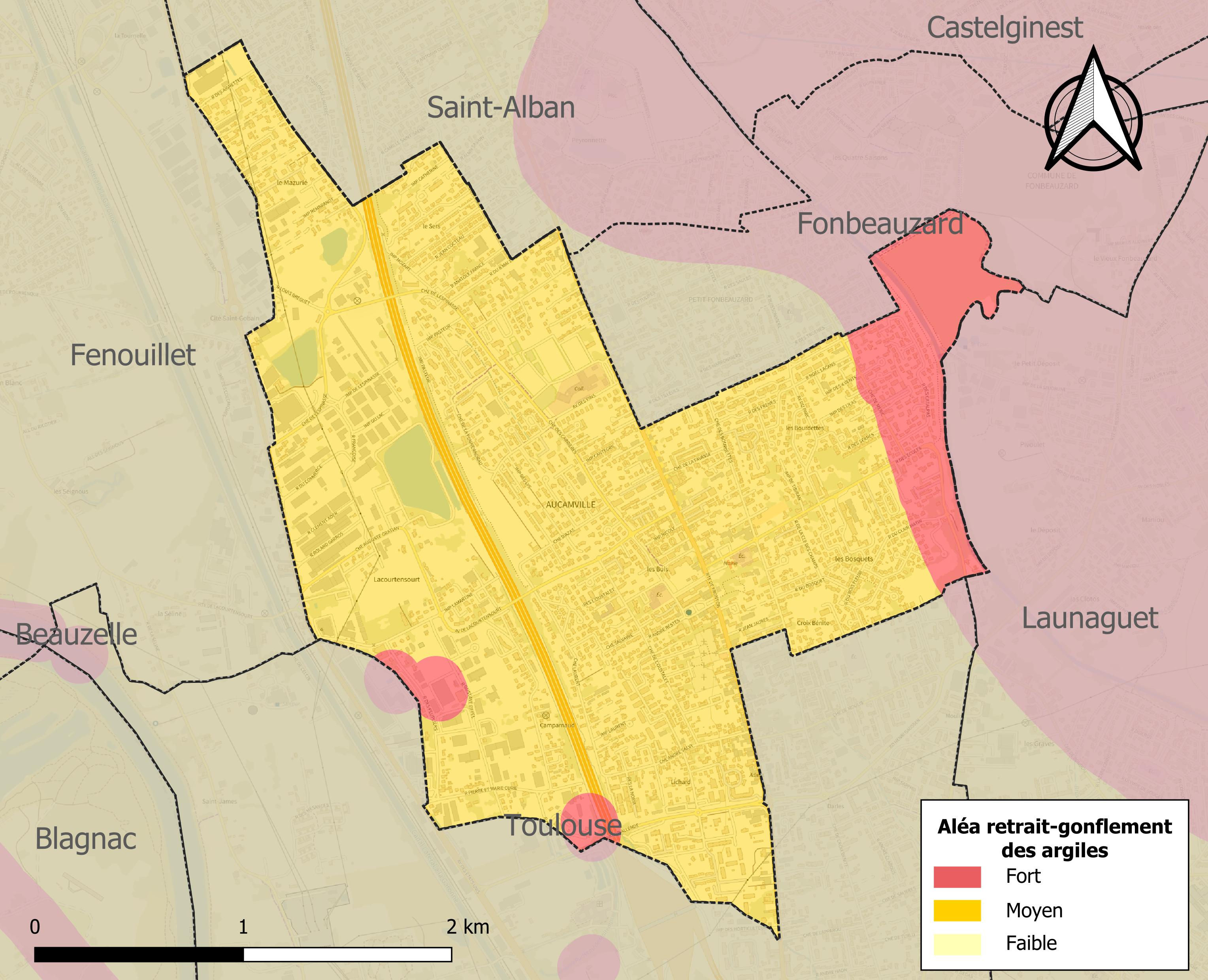
Carte des zones d'aléa retrait-gonflement des sols argileux d'Aucamville.

Le retrait-gonflement des sols argileux est susceptible d'engendrer des dommages importants aux bâtiments en cas d’alternance de périodes de sécheresse et de pluie. La totalité de la commune est en aléa moyen ou fort (88,8 % au niveau départemental et 48,5 % au niveau national). Sur les 2 141 bâtiments dénombrés sur la commune en 2019, 2 141 sont en aléa moyen ou fort, soit 100 %, à comparer aux 98 % au niveau départemental et 54 % au niveau national. Une cartographie de l'exposition du territoire national au retrait gonflement des sols argileux est disponible sur le site du BRGM,.
Par ailleurs, afin de mieux appréhender le risque d’affaissement de terrain, l'inventaire national des cavités souterraines permet de localiser celles situées sur la commune.
Concernant les mouvements de terrains, la commune a été reconnue en état de catastrophe naturelle au titre des dommages causés par des mouvements de terrain en 1999.

#### Risques technologiques
La commune est située en aval du barrage de l'Estrade sur la Ganguise (département de l'Aude). À ce titre elle est susceptible d’être touchée par l’onde de submersion consécutive à la rupture de cet ouvrage.

## Toponymie
L'absence de formes très anciennes laisse penser à une transposition du nom d’Aucamville (Tarn-et-Garonne), comme c'est souvent le cas en toponymie.
Par contre, Aucamville (Tarn-et-Garonne) est mentionné pour la première fois dès le XIe siècle sous la forme Ochamsvilla, puis Aucamvilla après 1312.
Selon une étymologie populaire ou latinisante, le nom de la commune signifierait « la ville de l'oie », en latin *Aucum Villa, occitan auca « oie ». C'est la même chose pour  Campville parfois rencontrée dans certains documents, qui serait un composé toponymique à partir de l'occitan camp « champ », d'où *au camp ville « la ville au champ » qui révèle un processus de réinterprétation similaire.
Ce type d'explications étymologiques n'est pas retenu par les spécialistes, d'une part parce que la forme la plus ancienne Ochamsvilla les contredit, d'autre part parce que le [m] final de l'accusatif singulier féminin du latin s'était amuï depuis longtemps en latin vulgaire, donc a fortiori au moment de la formation des noms en -ville qui datent tous du Moyen Âge. Un composé roman basée sur auca « oie » est possible phonétiquement, si on suppose une nasalisation hypothétique de [a], mais il implique de rejeter comme erronée la forme Ochamsvilla. De plus, sur plusieurs milliers de composés en -ville, seule une petite dizaine contient un nom d'animal, qui pourrait être un sobriquet, mais dont les formes anciennes permettent de formuler cette hypothèse car elles sont parfaitement claires, ce qui n'est pas le cas ici. Ainsi, un premier élément d'origine animale est bien identifiable dans Quièvreville (Capravilla v. 1024) ou Chèvreville (Caprivillam 1186) avec « la chèvre » ou encore Villechien (Villacanis 1112, Villa Canis 1172 - 1182), par exemple, mais Ernest Nègre considère qu'il s'agit de surnoms de personnages, d'après l'animal. De même, rares sont les toponymes en -ville formés avec un autre appellatif roman, c'est-à-dire un nom commun.
Les formations toponymiques en -ville ne sont jamais mentionnés dans la documentation disponible antérieurement à la période mérovingienne et ce, contrairement à de nombreux autres toponymes bien attestés à l'époque antique. En outre, les toponymes en -ville sont basés pour la plupart sur un nom de personne, parfois aisément identifiable, par exemple dans Ramonville, Martainville, Rogerville, Huberville, etc., généralement il s'agit d'un anthroponyme de type germanique. C'est pourquoi les spécialistes de la toponymie penchent pour un anthroponyme ayant cette origine, soit Ogmarus, traité comme *Ogamarus, soit un nom de femme wisigothique *Auka. On rencontre la variante Aukisa dans Aucazein (*Aukasinga), commune de l'Ariège.

## Histoire

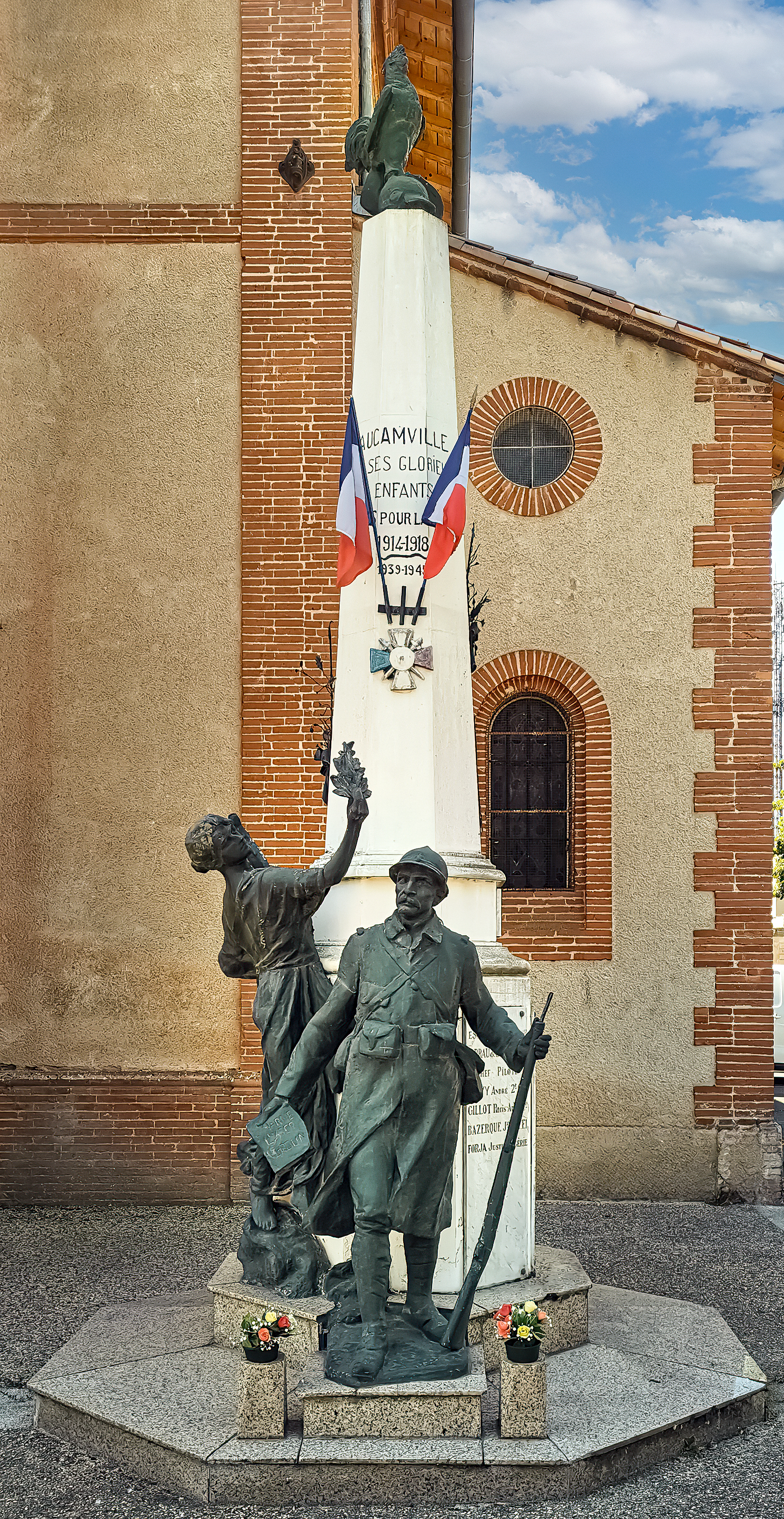
Le monument aux Morts

### Temps modernes
La commune d'Aucamville s'est constituée aux dépens de deux communautés qui l'ont précédée sur le territoire qu'elle occupe actuellement : celle de Lacourtensourt, qu'elle a supplanté à la tête du consulat au XVIIIe siècle ; celle ensuite de la Croix-Bénite, qu'elle s'est adjointe et qu'elle a englobé au siècle suivant dans ses limites territoriales.
Entre les terres plus ou moins cultivées de Lacourtensourt et de Croix-Bénite, s'étendait une large bande de terrain marécageux, prolongeant celui de Lalande. C'était un champ vacant, concédé à la corporation des bouchers toulousains, qui l'utilisait pour faire paître le bétail destiné aux marchés de la ville rose.

### Époque contemporaine
Village maraîcher, au XIXe et début du XXe siècle, Aucamville est alors réputé pour la culture de la violette de Toulouse (avec près de 300 producteurs). L'activité décline à la fin des années 1950 ; le développement des techniques de culture sous serres permettant d'obtenir d'autres fleurs que la violette en hiver.
Depuis, les terres cultivables ont peu à peu laissé place à une urbanisation à la fois résidentielle, industrielle et commerciale.

## Politique et administration

### Rattachements administratifs et électoraux

#### Rattachements administratifs
La commune se trouve dans l'arrondissement de Toulouse du département de la Haute-Garonne.
Elle faisait partie de 1801 à 1973  du canton de Toulouse-Nord, année où elle est rattachée à celui de Toulouse-14. Dans le cadre du redécoupage cantonal de 2014 en France, cette circonscription administrative territoriale a disparu, et le canton n'est plus qu'une circonscription électorale.

#### Rattachements électoraux
Pour les élections départementales, la commune fait partie depuis 2014 du  canton de Castelginest.
Pour l'élection des députés, elle fait partie de la  cinquième circonscription de la Haute-Garonne.

### Intercommunalité
Aucamville est membre de la métropole dénommée Toulouse Métropole, un établissement public de coopération intercommunale (EPCI) à fiscalité propre créé en 2009 sous le statut de communauté urbaine et auquel la commune a transféré un certain nombre de ses compétences, dans les conditions déterminées par le code général des collectivités territoriales. Cette communauté urbaine, dénommée jusqu'en 2012 Le Grand Toulouse a été transformée en métropole  en application de l'article 43 de la loi MAPTAM du 27 janvier 2014, par le décret du 22 septembre 2014.
La communauté urbaine succède au district du Grand Toulouse créé en 1992 est transformé en communauté d'agglomération en 2000.

### Tendances politiques et résultats
Lors des élections municipales de 2014 dans la Haute-Garonne, la liste PS-PCF-EELV menée par le maire sortant Gérard André est la seule candidate et obtient donc la totalité des suffrages exprimés, soit 2 063 voix, et est donc élue en totalité.
Lors de ce scrutin où 52,36 % des électeurs se sont abstenus, 21,50 % des votants ont choisi un bulletin blanc ou nul.
Lors des élections municipales de 2020 dans la Haute-Garonne, la liste PS menée par le maire sortant Gérard André est à nouveau la seule candidate et obtient donc la totalité des suffrages exprimés, soit 1 175 voix, et est donc élue en totalité.
Lors de ce scrutin marqué par la pandémie de Covid-19 en France où 75,73 % des électeurs se sont abstenus, 16,31 % des votants ont choisi un bulletin blanc ou nul.

### Administration municipale
Le nombre d'habitants au recensement de 2017 étant compris entre 5 000 habitants et 9 999 habitants, le nombre de membres du conseil municipal pour l'élection de 2020 est de vingt-neuf,.

### Liste des maires
| Période                                  | Période                        | Identité             | Étiquette             | Qualité |
| ---------------------------------------- | ------------------------------ | -------------------- | --------------------- | --- |
| Les données manquantes sont à compléter. |                                |                      |                       | |
| 1848                                     | 1852                           | François Gombaud     |                       | |
| 1852                                     | 1870                           | Pierre Salles        |                       | |
| 1870                                     | 1874                           | Jean-François Expert | Républicain           | |
| 1874                                     | 1876                           | Pierre Salles        |                       | |
| 1876                                     | 1881                           | Jean-François Expert | Républicain           | |
| 1881                                     | 1884                           | Antoine Astruc       |                       | |
| 1884                                     | 1900                           | Prosper Blanc        |                       | |
| 1900                                     | 1944                           | Guillaume Comminal   | Radical               | |
| 1944                                     | 1961                           | Jean-Marius Sudrié   | SFIO puis UDCA et UFF | Expert-comptable, fondateur du comité local de résistance (septembre 1943). Nommé administrateur provisoire le 28 août 1944, élu maire le 21 décembre 1944 Démissionnaire |
| 1961                                     | 1970                           | Joseph Nougein       | SFIO                  | Commerçant Mort en fonction |
| 1970                                     | 1971                           | Robert Chadourne     | SFIO                  | Inspecteur des écoles |
| 1971                                     | 1977                           | Raymond Cazalens     | DVD                   | Météorologiste |
| 1977                                     | 1983                           | Claude Cornac        | PS                    | Cadre commercial Sénateur de la Haute-Garonne (1989 → 1996) Conseiller général de Toulouse-14 (1978 → 1996)                                                               |
| 1983                                     | 2004                           | Maurice Canut        | PS                    | Principal-adjoint de collège Vice-président du Grand Toulouse Démissionnaire                                                                                              |
| 2004                                     | En cours (au 13 décembre 2022) | Gérard André         | PS                    | Professeur de mathématiques Vice-président de Toulouse Métropole Président de la régie Tisséo Réélu pour le mandat 2020-2026,                                             |

### Jumelages
- Fossalta di Portogruaro (Italie) depuis 1990.

## Équipements et services publics

### Eau et déchets
La collecte et le traitement des déchets des ménages et des déchets assimilés ainsi que la protection et la mise en valeur de l'environnement se font dans le cadre de  Toulouse Métropole et de l'agence de l'environnement et de la maîtrise de l'énergie.
Une déchèterie est située sur la commune de Saint-Alban.

### Enseignement
Aucamville relève de l'académie de Toulouse.
La commune compte deux écoles maternelles (écoles Henri-Matisse et Nicolas-Poussin), deux écoles élémentaires (écoles Jules-Ferry et Victor-Hugo) et un collège (Les Violettes).

## Population et société

### Démographie
L'évolution du nombre d'habitants est connue à travers les recensements de la population effectués dans la commune depuis 1793. Pour les communes de moins de 10 000 habitants, une enquête de recensement portant sur toute la population est réalisée tous les cinq ans, les populations de référence des années intermédiaires étant quant à elles estimées par interpolation ou extrapolation. Pour la commune, le premier recensement exhaustif entrant dans le cadre du nouveau dispositif a été réalisé en 2005.

En 2022, la commune comptait 9 578 habitants, en évolution de +13,85 % par rapport à 2016 (Haute-Garonne : +8,02 %, France hors Mayotte : +2,11 %).
| 1793 | 1800 | 1806 | 1821 | 1831 | 1836 | 1841 | 1846 | 1856 |
| ---- | ---- | ---- | ---- | ---- | ---- | ---- | ---- | ---- |
| 265  | 137  | 134  | 179  | 225  | 219  | 243  | 443  | 392  |

| 1861 | 1866 | 1872 | 1876 | 1881 | 1886 | 1891 | 1896 | 1901 |
| ---- | ---- | ---- | ---- | ---- | ---- | ---- | ---- | ---- |
| 452  | 461  | 553  | 632  | 676  | 680  | 688  | 738  | 751  |

| 1906 | 1911 | 1921 | 1926 | 1931  | 1936  | 1946  | 1954  | 1962  |
| ---- | ---- | ---- | ---- | ----- | ----- | ----- | ----- | ----- |
| 736  | 763  | 798  | 928  | 1 006 | 1 053 | 1 248 | 1 544 | 2 091 |

| 1968  | 1975  | 1982  | 1990  | 1999  | 2005  | 2006  | 2010  | 2015  |
| ----- | ----- | ----- | ----- | ----- | ----- | ----- | ----- | ----- |
| 2 401 | 2 541 | 2 826 | 3 807 | 5 533 | 6 938 | 7 497 | 8 049 | 8 138 |

| 2020  | 2022  | - | - | - | - | - | - | - |
| ----- | ----- | - | - | - | - | - | - | - |
| 9 245 | 9 578 | - | - | - | - | - | - | - |

| selon la population municipale des années : | 1968 | 1975 | 1982 | 1990 | 1999 | 2006 | 2009 | 2013 |
| Rang de la commune dans le département      | 22   | 33   | 37   | 33   | 27   | 23   | 24   | 26   |
| Nombre de communes du département           | 592  | 582  | 586  | 588  | 588  | 588  | 589  | 589  |

Compte tenu de sa très faible superficie, la ville n'a quasiment plus de foncier disponible. Seules quelques « dents creuses » permettent encore la réalisation de petites opérations immobilières. À terme, sa capacité démographique ne devrait pas excéder 10 000 habitants (selon le PLU Plan Local d'Urbanisme de Toulouse-Métropole).

### Manifestations culturelles et festivités
Tout au long de l'année, la ville est animée par de nombreux rendez-vous culturels :
- Concerts : festival de guitare d'Aucamville et du nord toulousain, événement intercommunal où se produisent, depuis plus de 20 ans, des guitaristes locaux, nationaux et internationaux (Baden Powell, Popa Chubby, Kiko Ruiz, Birelli Lagrene, Sylvain Luc, Serge Lopez...), Orchestre de chambre de Toulouse, Jazz sur son 31, fête de la musique...
- Expositions : semaine des arts (regroupant de nombreux artistes régionaux autour d'un invité d'honneur, souvent plasticien contemporain), A l'ombre des Arts...
- Théâtre et événements divers : animations en partenariat avec des manifestations de l'agglomération toulousaine (Caravane de cirque, Toulouse en Piste, Zoom arrière, Festival du Livre de Jeunesse...)
- Cinéma : le cinéma Jean Marais dispose de la technologie numérique depuis septembre 2012. Les cinés de cocagnes disposent d'une délégation de service public pour la gestion de ce cinéma classé art et essai. Outre la programmation de plusieurs séances par jour, la structure propose des ciné-goûters et ciné-pitchous pour les plus petits, ainsi que des ciné-concerts, ciné-opéras et ciné-débats pour les plus grands.

### Sports et loisirs
Parc municipal, piscine intercommunale de l'Hersain, lac et zone de loisirs Claude-Cornac.
La commune compte plusieurs clubs sportifs : TLA XV - Toulouse Lalande Aucamville XV (rugby à XV), les Arlequins d'Aucamville (rugby vétéran), l'entente Saint Alban - Aucamville Football Club (SAAFT), le Tennis Club d'Aucamville, l'USA Handball, l'USA Cyclotourisme, le Club Karaté Aucamville, Jujitsu Aucamville, Aucamville tir à l'arc, Aucamville escrime, les épicuriens de l'Hers (course à pied), le TACO - Toulouse Aucamville Coureurs Occitan, le Judo Club Aucamville - Fonbeauzard, l'Amicale de pétanque, les Amis boulistes Aucamvillois, l'Association communale de Chasse, l'Association de Pêche, la Team Garbolino Sensas (pêche de compétition) et les nombreuses sections du CCLA - Club Culture et Loisirs d'Aucamville (gymnastique, yoga, taï chi chuan...).
Aucamville possède plusieurs salles consacrées aux activités sportives (salle de danse, escrime, dojo...) et un complexe sportif municipal avec plusieurs terrains de rugby et de football, un gymnase, des installations de tennis. Les Aucamvillois bénéficient également du complexe sportif de l'Hersain, un complexe intercommunal situé sur la commune de Saint-Alban (piscine couverte, tennis, parcours sportif et terrains de grands jeux).
Chaque année, en juin, la mairie et les clubs sportifs de la commune organisent la Fête des sports, une manifestation qui rassemble une centaine d'enfants et autant de bénévoles autour d'un challenge sportif proposant une dizaine de disciplines.

### Vie associative
Bibliothèque municipale, cinéma Jean-Marais, salle Georges-Brassens (salle de spectacle).
Aucamville héberge plus de 60 associations avec des activités diverses et variées.

## Économie

### Revenus
En 2018  (données Insee publiées en septembre 2021), la commune compte 4 059 ménages fiscaux, regroupant 8 841 personnes. La médiane du revenu disponible par unité de consommation est de 21 920 € (23 140 € dans le département). 55 % des ménages fiscaux sont imposés (55,3 % dans le département).

### Emploi
|                | 2008  | 2013  | 2018  |
| -------------- | ----- | ----- | ----- |
| Commune        | 8,5 % | 10 %  | 9,2 % |
| Département    | 7,7 % | 9,6 % | 9,3 % |
| France entière | 8,3 % | 10 %  | 10 %  |

En 2018, la population âgée de 15 à 64 ans s'élève à 5 744 personnes, parmi lesquelles on compte 81,6 % d'actifs (72,4 % ayant un emploi et 9,2 % de chômeurs) et 18,4 % d'inactifs,. En  2018, le taux de chômage communal (au sens du recensement) des 15-64 ans est inférieur à celui de la France et du département, alors qu'en 2008 la situation était inverse.
La commune fait partie du pôle principal de l'aire d'attraction de Toulouse,. Elle compte 2 381 emplois en 2018, contre 2 862 en 2013 et 2 843 en 2008. Le nombre d'actifs ayant un emploi résidant dans la commune est de 4 200, soit un indicateur de concentration d'emploi de 56,7 % et un taux d'activité parmi les 15 ans ou plus de 67,1 %.
Sur ces 4 200 actifs de 15 ans ou plus ayant un emploi, 551 travaillent dans la commune, soit 13 % des habitants. Pour se rendre au travail, 79,6 % des habitants utilisent un véhicule personnel ou de fonction à quatre roues, 10,3 % les transports en commun, 7,3 % s'y rendent en deux-roues, à vélo ou à pied et 2,8 % n'ont pas besoin de transport (travail au domicile).

### Activités

#### Secteurs d'activités
948 établissements sont implantés  à Aucamville au 31 décembre 2019. Le tableau ci-dessous en détaille le nombre par secteur d'activité et compare les ratios avec ceux du département,.
| Secteur d'activité                                                                                        | Commune | Commune | Département |
| Secteur d'activité                                                                                        | Nombre  | %       | %           |
| --- | ------- | ------- | ----------- |
| Ensemble                                                                                                  | 948     | 100 %   | (100 %)     |
| Industrie manufacturière, industries extractives et autres                                                | 48      | 5,1 %   | (5,7 %)     |
| Construction                                                                                              | 148     | 15,6 %  | (12 %)      |
| Commerce de gros et de détail, transports, hébergement et restauration                                    | 291     | 30,7 %  | (25,9 %)    |
| Information et communication                                                                              | 31      | 3,3 %   | (4,1 %)     |
| Activités financières et d'assurance                                                                      | 35      | 3,7 %   | (3,8 %)     |
| Activités immobilières                                                                                    | 25      | 2,6 %   | (4,2 %)     |
| Activités spécialisées, scientifiques et techniques et activités de services administratifs et de soutien | 133     | 14 %    | (19,8 %)    |
| Administration publique, enseignement, santé humaine et action sociale                                    | 162     | 17,1 %  | (16,6 %)    |
| Autres activités de services                                                                              | 75      | 7,9 %   | (7,9 %)     |

Le secteur du commerce de gros et de détail, des transports, de l'hébergement et de la restauration est prépondérant sur la commune puisqu'il représente 30,7 % du nombre total d'établissements de la commune (291 sur les 948 entreprises implantées  à Aucamville), contre 25,9 % au niveau départemental.
Les cinq entreprises ayant leur siège social sur le territoire communal qui génèrent le plus de chiffre d'affaires en 2020 sont : 
- Etb Etudes Et Travaux Du Batiment, travaux de maçonnerie générale et gros œuvre de bâtiment (13 102 k€) ;
- Transports Liga, affrètement et organisation des transports (11 309 k€) ;
- Savfima, commerce de gros (commerce interentreprises) de quincaillerie (8 603 k€) ;
- Coop Industrielle Menuiserie Sud Ouest - Cimso, travaux de menuiserie bois et PVC (5 139 k€) ;
- Leyfa Measurement, ingénierie, études techniques (4 169 k€).

#### Entreprises et commerces
L'activité économique sur la commune est importante avec notamment une zone d'activités industrielles, artisanales et commerciales à l'ouest (entre la RD 820 et l'A62) et une forte présence commerciale le long de la route de Fronton (plus de 100 commerces et services de proximité). Conforté par de nombreux services publics (poste, trésorerie, maison des solidarités, mission locale, Comité de Bassin d'Emploi...) un cinéma et un marché de plein vent tous les dimanches matin depuis mars 2010, cet axe très passant constitue aujourd'hui un cœur de ville vivant et attractif.
La société Liebberr est implantée le long de la RD 820 (site industriel à cheval sur Toulouse et Aucamville).
Aucune exploitation agricole ayant son siège dans la commune n'est recensée lors du recensement agricole de 2020 (38 en 1988),.

## Culture locale et patrimoine

### Lieux et monuments
- Église Notre-Dame-du-Rosaire du XIXe siècle.
- Mairie (ancienne école communale) du XIXe siècle.

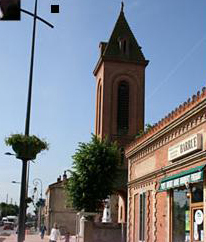
L'église Notre-Dame-du-Rosaire.
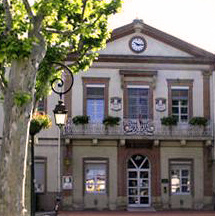
La mairie.

### Personnalités liées à la commune
- Guy Gasparotto (1948-), joueur international de rugby à XV, né à Aucamville.
- Jean-François Portarrieu (1965-), homme politique français, né à Aucamville.

### Héraldique
| Blason de Aucamville | Blason  | D'argent à l'hôtel de ville du lieu du même couvert de gueules, mouvant des flancs ; au canton dextre du chef écartelé d'or et de gueules à la croix cléchée, vidée et pommetée de douze pièces brochant de l'un en l'autre, et au canton senestre d'or chargé d'une plante de violette de trois pièces au naturel. |
| Blason de Aucamville | Détails | Le statut officiel du blason reste à déterminer. |

## Pour approfondir